# Coppa Italia 2012-2013 (hockey in-line)
La Coppa Italia 2012-2013 è stata la 14ª edizione della principale coppa nazionale italiana di hockey in-line. È stata disputata dal 13 ottobre 2012 al 2 febbraio 2013. 
Il Milano Quanta si è aggiudicato il trofeo per la seconda volta nella sua storia sconfiggendo in finale il Cittadella.

## Partite

### Prima fase a gironi

#### Girone A
Il girone A fu disputato il 13 ottobre 2012 a Cittadella.
| Squadra 1  | Risultato | Squadra 2 |
| ---------- | --------- | --------- |
| Cittadella | 7 - 6     | Empoli    |

#### Girone B
Il girone B fu disputato il 14 ottobre 2012 a Verona.
| Squadra         | Pt | G | V | N | P | GF | GS | DG |
| --------------- | -- | - | - | - | - | -- | -- | -- |
| Diavoli Vicenza | 6  | 2 | 2 | 0 | 0 | 9  | 4  | +5 |
| Mammuth Roma    | 3  | 2 | 1 | 0 | 1 | 8  | 8  | 0  |
| CUS Verona      | 0  | 2 | 0 | 0 | 2 | 6  | 11 | -5 |

| Data    | Incontri                     | Risultato |
|         |                              |           |
| 14 ott. | CUS Verona-Mammuth Roma      | 4-6       |
| 14 ott. | Mammuth Roma-Diavoli Vicenza | 2-4       |
| 14 ott. | Diavoli Vicenza-CUS Verona   | 5-2       |

| Data    | Incontri                     | Risultato |
|         |                              |           |
| 14 ott. | CUS Verona-Mammuth Roma      | 4-6       |
| 14 ott. | Mammuth Roma-Diavoli Vicenza | 2-4       |
| 14 ott. | Diavoli Vicenza-CUS Verona   | 5-2       |

#### Girone C
Il girone C fu disputato il 14 ottobre 2012 a Monleale.
| Squadra        | Pt | G | V | N | P | GF | GS | DG  |
| -------------- | -- | - | - | - | - | -- | -- | --- |
| Libertas Forlì | 6  | 2 | 2 | 0 | 0 | 9  | 3  | +6  |
| Novi           | 3  | 2 | 1 | 0 | 1 | 8  | 4  | +4  |
| Monleale       | 0  | 2 | 0 | 0 | 2 | 0  | 10 | -10 |

| Data    | Incontri            | Risultato |
|         |                     |           |
| 14 ott. | Monleale-Novi       | 0-5       |
| 14 ott. | Novi-Libertas Forlì | 3-4       |
| 14 ott. | Libertas Forlì-Novi | 5-0       |

| Data    | Incontri            | Risultato |
|         |                     |           |
| 14 ott. | Monleale-Novi       | 0-5       |
| 14 ott. | Novi-Libertas Forlì | 3-4       |
| 14 ott. | Libertas Forlì-Novi | 5-0       |

#### Girone D
Il girone D venne annullato e non fu disputato.

#### Girone E
Il girone E fu disputato il 14 ottobre 2012 a Padova.
| Squadra 1     | Risultato | Squadra 2                 |
| ------------- | --------- | ------------------------- |
| Ghosts Padova | 12 - 2    | Pattinatori San Benedetto |

#### Girone F
Il girone F fu disputato il 13 ottobre 2012 a Milano.
| Squadra 1     | Risultato | Squadra 2 |
| ------------- | --------- | --------- |
| Milano Quanta | 12 - 2    | Molinese  |

#### Girone G
Il girone G fu disputato il 14 ottobre 2012 a Piacenza.
| Squadra 1      | Risultato | Squadra 2      |
| -------------- | --------- | -------------- |
| Lepis Piacenza | 14 - 5    | Catania Flames |

### Seconda fase a gironi

#### Girone A
Il girone A fu disputato il 21 ottobre 2012 a Monleale; a seguito della squalifica della squadra piemontese fu disputato il 16 gennaio 2013 a Cittadella.
| Squadra        | Pt | G | V | N | P | GF | GS | DG  |
| -------------- | -- | - | - | - | - | -- | -- | --- |
| Cittadella     | 6  | 2 | 2 | 0 | 0 | 17 | 7  | +10 |
| Lepis Piacenza | 0  | 1 | 0 | 0 | 1 | 4  | 6  | -2  |
| Libertas Forlì | 0  | 1 | 0 | 0 | 1 | 3  | 11 | -8  |

| Data    | Incontri                  | Risultato |
|         |                           |           |
| 21 ott. | Lepis Piacenza-Cittadella | 4-6       |
| 13 gen. | Libertas Forlì-Cittadella | 3-11      |

| Data    | Incontri                  | Risultato |
|         |                           |           |
| 21 ott. | Lepis Piacenza-Cittadella | 4-6       |
| 13 gen. | Libertas Forlì-Cittadella | 3-11      |

#### Girone B
Il girone A fu disputato tra il 20 e il 21 ottobre 2012 a Padova.
| Squadra         | Pt | G | V | N | P | GF | GS | DG |
| --------------- | -- | - | - | - | - | -- | -- | -- |
| Milano Quanta   | 7  | 3 | 2 | 1 | 0 | 7  | 5  | +2 |
| Ghosts Padova   | 6  | 3 | 2 | 0 | 1 | 14 | 7  | +7 |
| Diavoli Vicenza | 2  | 3 | 0 | 2 | 1 | 5  | 10 | -5 |
| Asiago Vipers   | 1  | 3 | 0 | 1 | 2 | 4  | 8  | -4 |

| Data    | Incontri                      | Risultato |
|         |                               |           |
| 20 ott. | Ghosts Padova-Diavoli Vicenza | 6-1       |
| 20 ott. | Asiago Vipers-Milano Quanta   | 0-1       |
| 20 ott. | Ghosts Padova-Milano Quanta   | 3-4       |
| 21 ott. | Diavoli Vicenza-Asiago Vipers | 2-2       |
| 21 ott. | Ghosts Padova-Asiago Vipers   | 5-2       |
| 21 ott. | Milano Quanta-Diavoli Vicenza | 2-2       |

| Data    | Incontri                      | Risultato |
|         |                               |           |
| 20 ott. | Ghosts Padova-Diavoli Vicenza | 6-1       |
| 20 ott. | Asiago Vipers-Milano Quanta   | 0-1       |
| 20 ott. | Ghosts Padova-Milano Quanta   | 3-4       |
| 21 ott. | Diavoli Vicenza-Asiago Vipers | 2-2       |
| 21 ott. | Ghosts Padova-Asiago Vipers   | 5-2       |
| 21 ott. | Milano Quanta-Diavoli Vicenza | 2-2       |

### Finale
La finale fu disputato il 2 febbraio 2013 a Milano.
| Squadra 1     | Risultato | Squadra 2  |
| ------------- | --------- | ---------- |
| Milano Quanta | 8 - 6     | Cittadella |